# Сазонов, Анатолий Павлович
Анатолий Павлович Сазонов (15 февраля 1935, с. Фëдоровка, Покровский район, Орловская область, РСФСР, СССР — 27 апреля 2019, Киев, Украина) — советский и украинский государственный, партийный и общественный деятель. Первый секретарь Запорожского обкома КП Украины (1985—1988). Депутат Верховного Совета СССР XI созыва. Депутат Верховного Совета Украинской ССР XI созыва. Член ЦК КПСС (1986—1991).

## Биография
Родился в селе Фёдоровка Покровского района Орловской области.
В 1958 г. окончил Харьковский политехнический институт имени В. И. Ленина по специальности «технология неорганических веществ».
Трудовая деятельность:
1958 г. — инженер-технолог на химическом заводе им. Петровского в Луганской области.
1958—1963 — начальник смены производства, старший инженер научно-исследовательской лаборатории предприятия.
1963—1965 — руководитель группы ЦЗЛ (центральная заводская лаборатория).
1965—1969 — заместитель начальника ЦЗЛ.
В октябре 1962 года вступил в ряды КПСС.
С 1969 г перешел на партийную работу.
1969—1974 — заместитель заведующего отделом тяжелой промышленности Луганского Обкома КП Украины.
1974—1977 — зав. отделом тяжелой промышленности Ворошиловградского Обкома КПУ.
1977—1979 — Первый секретарь Северодонецкого горкома Компартии Украины.
1979—1984 — секретарь Ворошиловградского Обкома Компартии Украины.
1984—1985 — зав. отделом химической промышленности ЦК Компартии Украины.
1985—1988 — Первый секретарь Запорожского Обкома Компартии Украины.
1988—1991 — Первый зам. председателя Комитета народного контроля УССР.
1984 — Депутат Верховного Совета СССР (XXI созыва) Совета Союза от Васильевского избирательного округа Запорожской обл.
1985 — Депутат Верховного Совета Украинской ССР от Лутугинского избирательного округа Ворошиловградской обл.
Член ЦК КПСС — 1986 г.
Делегат XXV, XXVII съездов КПСС.
2 января 1991 - 30 апреля 1993 года - заместитель председателя Комитета по надзору за безопасным ведением работ в промышленности и горном надзоре при Совете Министров РСФСР (Украина). 30 апреля 1993 - 20 мая 1998 - заместитель председателя Государственного комитета Украины по надзору за охраной труда.
С 1998 года - на пенсии в Киеве. Умер 27 апреля 2019 года.

## Семья
Жена — Сазонова (Анадруцкая) Лидия Тихоновна (1935—2013)
Дети:
- Светлана (1959) — педагог;
- Елена (1961) — врач.

## Награды и звание
Воинское звание — подполковник (1988).
Был награждён следующими наградами:
- Орден Трудового Красного Знамени (1976)
- Медаль «За доблестный труд» (1970)
- Медаль «За трудовую доблесть» (1978)
- Медаль «Ветеран труда» (1983)
- Почётная грамота Президиума Верховного Совета УССР (1985)